# Arendalsbanen
Arendalsbanen – zelektryfikowana linia kolejowa w Norwegii z Nelaug do Arendal o długości 37 km oddana do użytku w roku 1910.

## Historia
Linia była budowana jako niezależny odcinek wąskotorowy w trzech etapach: do Froland (otwarcie w 1908 roku). Åmli (1910) wreszcie w 1913 do Treungen. W latach 1935–1938 po przyłączeniu do właśnie budowanej Sørlandsbanen była jej stacją końcową. Wtedy też przebudowano system na normalnotorowy. Ostatni odcinek, między Treungen i Nelaug przestawiono na normalny rozstaw w roku 1946. Odcinek ten zamknięto jednak w roku 1967. W I dekadzie XXI wieku linię kilkakrotnie krótkoterminowo zawieszano. W 2012 roku linia obsługiwała dziennie 6 par pociągów.

## Przebieg
Stanowi odnogę linii Sørlandsbanen łączącej Drammen i Stavanger. Linia njest zelektryfikowana.
Stacje na linii:
- Nelaug
- Flaten
- Bøylestad
- Froland
- Blakstad
- Rise
- Bråstad
- Stoa
- Arendal